# Goryphus konishii
Goryphus konishii là một loài tò vò trong họ Ichneumonidae.